# Baskortostán
La República de Baskortostán (en ruso: Республика Башкортостан; en baskir: Башҡортостан Республикаһы), también conocida como Baskiria, es una de las veinticuatro repúblicas que, junto con los cuarenta y siete óblast, nueve krais, cuatro distritos autónomos y tres ciudades federales, conforman los ochenta y nueve sujetos federales de Rusia. Su capital es Ufá. 
Está ubicada en el distrito Volga limitando al norte con Perm y Sverdlovsk, al este con Cheliábinsk, al sur y suroeste con Oremburgo,  al oeste con Tartaristán y al noroeste con el río Kama que la separa de Udmurtia, siendo mayor parte territorio de Europa y una minoría en Asia. En 2011 contaba con 4 072 292 habitantes en aproximadamente 142 000 km². 
Es una de las repúblicas más multiétnicas de Rusia, aunque su etnia mayoritaria son los baskires (más del 50 %), la etnia que representa la república (26 %), y casi la misma población de tártaros, un cuarto (25 %), razón por la que Baskortostan tiene lazos culturales con Tartaristán, y poblaciones mucho más minoritarias que están en sitios específicos, como los chuvasios (muy dispersos por el oeste), los maris (que hay muchos en el norte), los udmurtos (en algunas partes del norte de la república) y los bielorrusos (en algunas partes del centro).

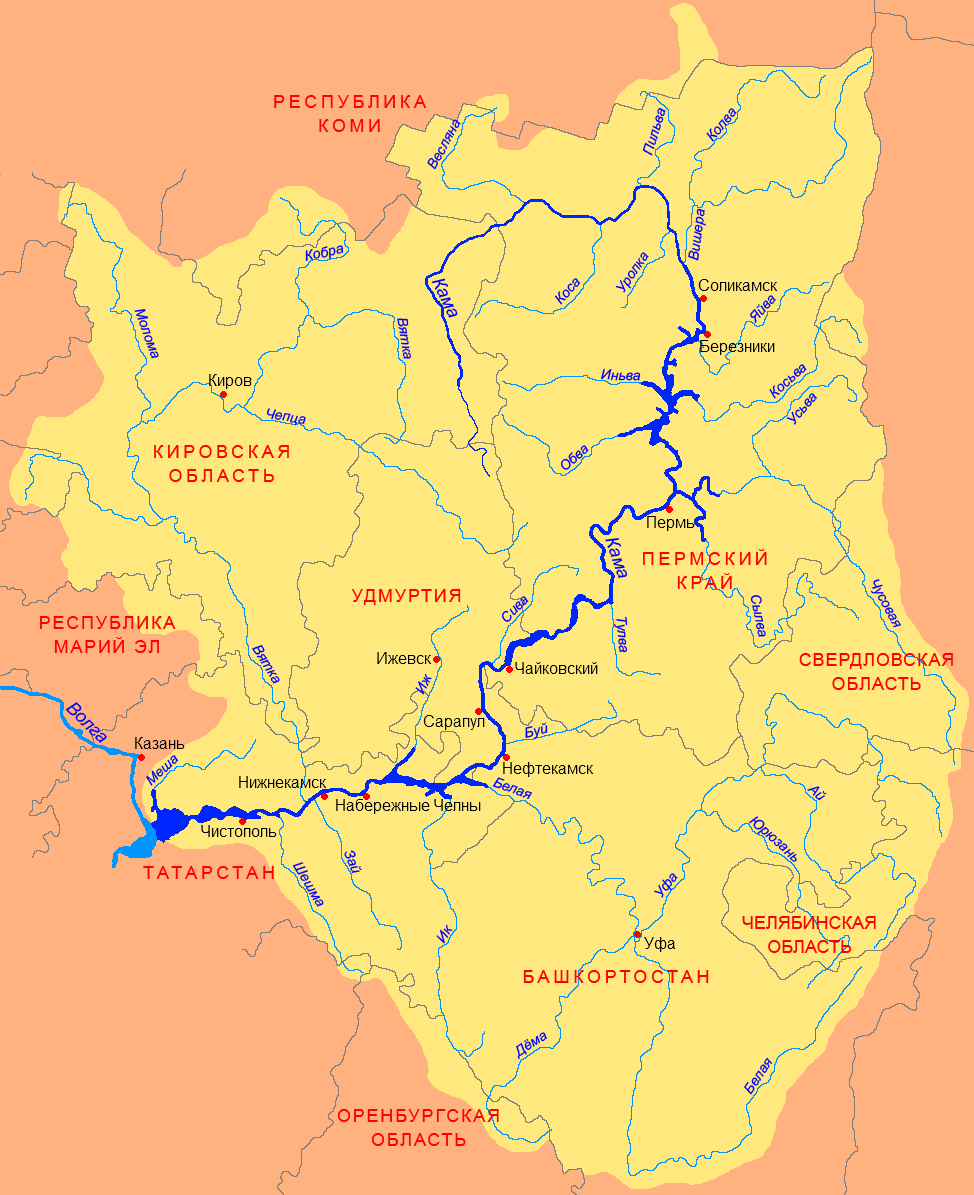
El río Kama forma la frontera noroeste de Baskortostán (Башкортостан) con Udmurtia (Удмуртия), pasando por la ciudad de Neftekamsk (Нефтека́мск), como se puede ver en este mapa en ruso

Baskortostán contiene una parte de los montes Urales meridionales y las llanuras adyacentes; la máxima altitud se encuentra en el monte Iamantau (1638 m). La máxima distancia de norte a sur es de 550 km, y de este a oeste es de más de 430 km. Hay más de 13 000 ríos en la república, siendo los principales el río Bélaya (o río Aguidel) (con una longitud de 1430 km) y su principal afluente el río Ufá (918 km). 
Los baskires son un pueblo túrquico que habla mayoritariamente la lengua baskir, aunque hay muchos que hablan tártaro como lengua materna, aparte del ruso, conocido por toda la población. En la república viven un centenar de pueblos, entre ellos rusos (36 %), baskires (30 %), tártaros (24 %), chuvasios, maris, ucranianos y alemanes.
Baskortostán es rico en reservas petrolíferas; de hecho, era uno de los centros de extracción de petróleo más importantes de la antigua Unión Soviética. Otros recursos naturales son el gas natural, el carbón, el mineral de hierro, el oro, el yeso, etc. La industria gira principalmente en torno al petróleo, y está ubicada en Ufá y sus alrededores.